# Białynin-Południe
Białynin-Południe – wieś w Polsce położona w województwie łódzkim, w powiecie skierniewickim, w gminie Głuchów.
W latach 1975–1998 miejscowość administracyjnie należała do województwa skierniewickiego.